# プレドラグ・ティムコ
プレドラグ・ティムコ（Predrag Timko、1949年7月27日 - ）は、ユーゴスラビアのハンドボール選手。
1977年にTHWキールへと加入し、79‐80年シーズンのブンデスリーガ得点王となっている。1979年にはモントリオールオリンピックにユーゴスラビア代表として出場し、チームは5位になっている。